# Usť-Čorna
Usť-Čorna (ukrajinsky Усть-Чорна, německy Königsfeld, česky a slovensky Ustčorna nebo Užčorna, maďarsky Királymező) je městys (ukrajinsky selyšče) ležící v Zakarpatské oblasti.  Městys se nachází v okresu Ťačovo. V tomto městysu dříve bydleli převážně Němci. V roce 2025 zde žilo 1490 obyvatel.
V městysu Usť-Čorna se nachází administrativní centrum Usť-Čorňanské územní komunity (ukrajinsky Усть-Чорнянська селищна громада), do které kromě městysu patří ještě obce:
- Brustury (ukrajinsky Брустури)
- Ruská Mokrá (ukrajinsky Руська Мокра)
- Německá Mokrá (ukrajinsky Німецька Мокра)

Usť-Čorňanská územní komunita má rozlohu 648,9 km². V roce 2020 v ní žilo 6919 obyvatel.

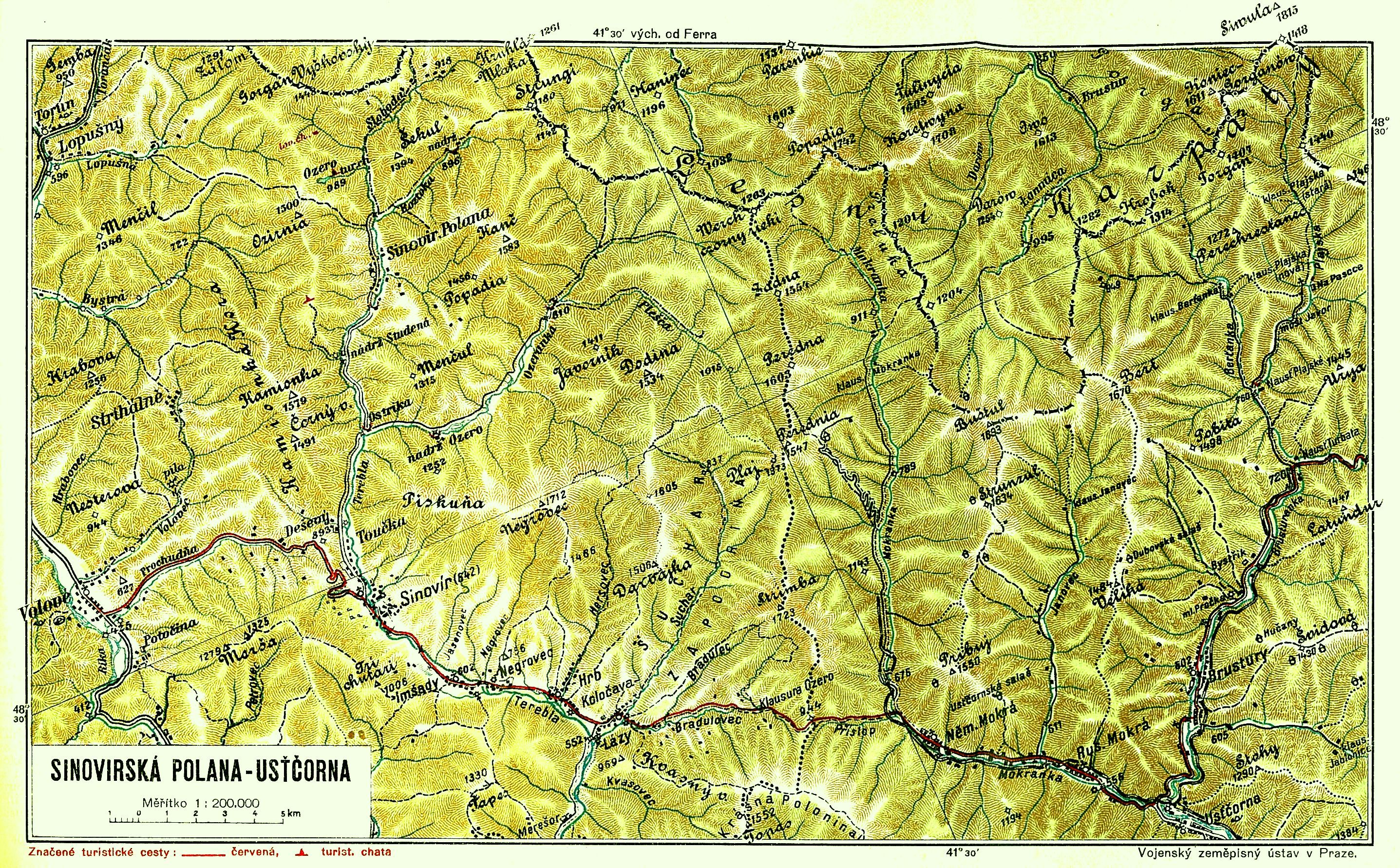
Mapa Sinovirské polany a Usťčorny v době první republiky

## Historie
V minulosti městys patřil k Rakousku-Uhersku, od jeho rozpadu  v roce 1918 až do roku 1938 byl součástí Československa; byl zde obecní notariát a četnická stanice. Do března 1939 byl součástí druhé československé republiky. V roce 1945 byl městys s okolím připojen k Ukrajinské SSR, která byla součástí SSSR. Od roku 1991 je součástí nezávislé Ukrajiny.
V letech 1903 až 1999 existovala úzkokolejná dráha Teresva-Usť-Čorna. 
Čeští dobrovolníci zde každoročně budují a rozšiřují systém značených turistických tras. Českou metodiku prozrazuje nejenom tvar značek a kvalita vyznačené sítě, ale také směrovky, které od roku 2009 obsahují pod "povinnými" nápisy v cyrilici i českou latinkou psané přepisy.[zdroj?]